# Jean-Louis-Ébénézer Reynier
Jean-Louis-Ébénézer Reynier (ur. 14 stycznia 1771 w Lozannie, zm. 27 lutego 1814 w Paryżu) – francuski generał pochodzenia szwajcarskiego służący w okresie Pierwszej Republiki Francuskiej oraz I Cesarstwa.
Po zabójstwie generała Klébera w Egipcie, generał Menou przejął dowodzenie jego nad armią. Mając bardzo mały szacunek dla zdolności wojskowych Menou, Reynier często kłócił się z nim, wyrażając swoje niezadowolenie innym oficerom. W związku z tym został aresztowany i odesłany do Francji w 1801.
Reynier zabił generała Destainga w pojedynku, ponieważ został on zobowiązany do aresztowania Reyniera. To zabójstwo oraz fakt, że próbował opublikować w prasie atak na Menou sprawiły, że został wygnany z Paryża na dłuższy czas.
Dowodził podczas bitwy pod Maidą 4 lipca 1806, gdzie wojska francusko-polskie poniosły dotkliwą klęskę w walce z mniej liczebną ekspedycją brytyjską.
Podczas bitwy pod Lipskiem korpus saksoński Reyniera zdradził Francuzów i przeszedł na stronę wroga. Był to olbrzymi cios, a Reynier został uwięziony przez swoich podwładnych.
W 1814 po śmierci Reyniera Napoleon Bonaparte napisał do generała Clarke’a: Jestem zaskoczony, że nic nie zostało jeszcze zrobione, aby upamiętnić Generała Reyniera … człowieka, który świetnie służył, był szczery i którego śmierć była stratą dla Francji i mnie.

## Bitwy
Bitwy, w których brał udział Generał Reynier:
- Jemappes w stopniu kapitana,
- Neerwinden,
- Bitwa pod Piramidami jako generał dywizji,
- Bitwa pod Wagram,
- Bitwa pod Maidą,
- Bitwa pod Kaliszem (1813), gdzie dowodził VII Korpusem,
- Bautzen dowodząc VII Korpusem,
- Drezno,
- Dennewitz,
- Bitwa pod Lipskiem,

## Odznaczenia
- Wielki Orzeł Legii Honorowej
- Dygnitarz Order Obojga Sycylii (Królestwo Neapolu)
- Komandor Orderu Wojskowego Świętego Henryka (Królestwo Saksonii)[2]